# 10月革命65周年記念パレード
10月革命65周年記念パレード（じゅうがつかくめい65しゅうねんきねんパレード）は、1982年11月7日の革命記念日に赤の広場で実施されたパレード。十月革命から65周年を記念して実施された。このパレードは、当時のソ連最高指導者であったレオニード・ブレジネフが死去する3日前に行われた。

## 概要
午前10時前、レーニン廟正面よりブレジネフを先頭とした列が階段を登り、霊廟左右の見物人に手を振った。その後、ブレジネフは霊廟の中央に立ち、共産党総務部長でブレジネフの腹心であったコンスタンティン・チェルネンコがニコライ・チーホノフ首相を挟んで事実上のナンバー2のポジションに並んだ。また、長年共産党第二書記として政権を支えたミハイル・スースロフの死に伴い、同氏の後継となったユーリ・アンドロポフがチェルネンコの隣に並んだ。次いで、モスクワ党第一書記のヴィクトル・グリシン、外相のアンドレイ・グロムイコ、農業担当書記のミハイル・ゴルバチョフの順で整列した。一方で、引退が確実視されていたアンドレイ・キリレンコ政治局員は姿を見せなかった。ドミトリー・ウスチノフ国防相の演説が終わると、兵士と車両の行進が開始された。そして、それが終わると労働者の行進が始まった。